# 鹰潭市
鹰潭市，是中华人民共和国江西省下辖的地级市，位于江西省东北部。市境南、西界抚州市，北、东邻上饶市，东南与福建省南平市接壤。地处武夷山脉与鄱阳湖平原过渡带，地势东南高，西北低，北部属怀玉山余脉西段，南部属武夷山脉西北翼。信江自东往西横贯中部，于西部纳其支流白塔河，鹰潭是中国重要的铜工业基地和铁路枢纽，沪昆、鹰厦、皖赣等铁路在此交汇，市政府駐鷹潭市月湖区經濟大廈。
鷹潭市境內龍虎山是古典名著《水滸傳》開篇所描繪的古今名山，以丹霞絕美、道宗絕聖、古越絕唱、陰陽絕妙享譽海內外，是世界自然遺產地、世界地質公園、國家5A級旅遊景區；角山古陶窯文化、道文化、心學文化、鬼谷子文化、古越文化、紅色文化在此交相輝映。

## 历史
清乾隆三十年（1765年）置鹰潭巡检司。同治三年（1864年）设鹰潭镇，属廣信府贵溪县。
1957年因建设鹰厦铁路，升为县级鹰潭镇。1958年复为贵溪县辖镇。1960年再次升为县级镇，由上饶专区直辖。1979年改镇为县级鹰潭市，属上饶地区。
1983年7月，以原上饶地区县级鹰潭市及贵溪、余江2县为行政范围，设地级鹰潭市，原县级鹰潭市行政范围改设为鹰潭市月湖区。
1996年，撤销贵溪县，设立县级贵溪市，由鹰潭市代管。
2018年2月，撤销余江县，设立鹰潭市余江区。

## 地理
鹰潭市位於江西省東部，與上饒市、撫州市、福建省等地接壤。
北部为怀玉山脉，中部为信江冲积平原，南部为武夷山脉。南部的龙虎山为典型的丹霞地貌。
主要河流有信江、白塔河。
| 1981–2010年间鹰潭市的平均气象数据 | 1981–2010年间鹰潭市的平均气象数据 | 1981–2010年间鹰潭市的平均气象数据 | 1981–2010年间鹰潭市的平均气象数据 | 1981–2010年间鹰潭市的平均气象数据 | 1981–2010年间鹰潭市的平均气象数据 | 1981–2010年间鹰潭市的平均气象数据 | 1981–2010年间鹰潭市的平均气象数据 | 1981–2010年间鹰潭市的平均气象数据 | 1981–2010年间鹰潭市的平均气象数据 | 1981–2010年间鹰潭市的平均气象数据 | 1981–2010年间鹰潭市的平均气象数据 | 1981–2010年间鹰潭市的平均气象数据 | 1981–2010年间鹰潭市的平均气象数据 |
| 月份                              | 1月                               | 2月                               | 3月                               | 4月                               | 5月                               | 6月                               | 7月                               | 8月                               | 9月                               | 10月                              | 11月                              | 12月                              | 全年                              |
| --------------------------------- | --------------------------------- | --------------------------------- | --------------------------------- | --------------------------------- | --------------------------------- | --------------------------------- | --------------------------------- | --------------------------------- | --------------------------------- | --------------------------------- | --------------------------------- | --------------------------------- | --------------------------------- |
| 平均高温 °C（°F）                 | 9.9 (49.8)                        | 12.6 (54.7)                       | 16.7 (62.1)                       | 23.3 (73.9)                       | 28.2 (82.8)                       | 30.7 (87.3)                       | 35.0 (95.0)                       | 34.2 (93.6)                       | 30.6 (87.1)                       | 25.3 (77.5)                       | 18.8 (65.8)                       | 12.7 (54.9)                       | 23.2 (73.7)                       |
| 平均低温 °C（°F）                 | 3.4 (38.1)                        | 5.9 (42.6)                        | 9.2 (48.6)                        | 15.0 (59.0)                       | 19.7 (67.5)                       | 23.1 (73.6)                       | 26.2 (79.2)                       | 25.5 (77.9)                       | 22.2 (72.0)                       | 16.9 (62.4)                       | 10.7 (51.3)                       | 4.7 (40.5)                        | 15.2 (59.4)                       |
| 来源：中央气象台                  |                                   |                                   |                                   |                                   |                                   |                                   |                                   |                                   |                                   |                                   |                                   |                                   |                                   |

## 政治

### 现任领导
| 机构     | · 中国共产党 · 鹰潭市委员会 | 鹰潭市人民代表大会 常务委员会 | 鹰潭市人民政府    | · 中国人民政治协商会议 · 鹰潭市委员会 |
| 职务     | 书记                        | 主任                          | 市长              | 主席                                  |
| -------- | --------------------------- | ----------------------------- | ----------------- | ------------------------------------- |
| 姓名     | 许南吉                      | 黄金龙                        | 王亚青            | 黄云                                  |
| 民族     | 汉族                        | 汉族                          | 汉族              | 汉族                                  |
| 籍贯     | 浙江省慈溪市                | 江西省赣州市赣县区            | 安徽省庐江县      | 江西省宁都县                          |
| 出生日期 | 1975年8月（49歲）           | 1970年3月（55歲）             | 1981年8月（43歲） | 1965年11月（59歲）                    |
| 就任日期 | 2021年12月                  | 2025年1月                     | 2024年12月        | 2021年10月                            |

### 历任领导
| 市委书记 - 万伯康（1979年3月－1983年7月） - 孙永久（1983年7月－1988年5月） - 叶春（1988年5月－1992年11月） - 刘祖三（1992年11月－1999年12月） - 萧茂普（1999年12月－2001年12月） - 黄建盛（2001年12月－2006年11月） - 杨宪萍（2006年11月－2011年8月） - 陈兴超（2011年8月－2017年1月） - 曹淑敏（2017年1月－2017年12月） - 郭安（2018年3月－2021年2月） - 黄喜忠（2021年2月－2021年12月） - 许南吉（2021年12月－） | 市革命委员会主任 - 万伯康（1979年3月－1980年8月） 市长 - 王新发（1980年8月－1983年7月） - 曾荣芳（1983年7月－1992年11月） - 倪贤伍（1992年12月－1999年1月） - 缪兵（1999年1月－2001年12月） - 胡宪（2001年12月－2006年11月） - 董仚生（2006年12月－2008年3月） - 钟志生（2008年3月－2013年9月） - 熊茂平（2013年9月－2016年8月） - 曹淑敏（2016年8月－2017年7月） - 于秀明（2017年7月－2020年6月） - 陈敏（2020年6月－2021年3月） - 张子建（2021年4月－2024年12月） - 王亚青（2024年12月－） |

### 行政区划
鹰潭市现辖2个市辖区，代管1个县级市。
- 市辖区：月湖区、余江区
- 县级市：贵溪市

另外，位于贵溪市的龙虎山风景名胜区为鹰潭市设置的县级管理单位。

## 人口
根据2020年第七次全国人口普查，全市常住人口为1,154,223人。同第六次全国人口普查的1,125,156人相比，十年共增加了29,067人，增长2.58%，年平均增长率为0.26%。其中，男性人口为598,095人，占总人口的51.82%；女性人口为556,128人，占总人口的48.18%。总人口性别比（以女性为100）为107.55。0－14岁的人口为252,827人，占总人口的21.9%；15－59岁的人口为699,916人，占总人口的60.64%；60岁及以上的人口为201,480人，占总人口的17.46%，其中65岁及以上的人口为140,275人，占总人口的12.15%。居住在城镇的人口为743,407人，占总人口的64.41%；居住在乡村的人口为410,816人，占总人口的35.59%。
市区以铁路移民为主，通用普通话和上饶铁路话。

### 民族
全市常住人口中，汉族人口为1,149,254人，占99.57%；各少数民族人口为4,969人，占0.43%。与2010年第六次全国人口普查相比，汉族人口增加28,737人，增长2.56%，占总人口比例下降0.02个百分点；各少数民族人口增加330人，增长7.11%，占总人口比例增加0.02个百分点。
少数民族主要有畲、回、蒙、满、侗、壮、苗等民族，其中畲族人口最多。

## 交通
- 铁路：沪昆铁路、鹰厦铁路、皖赣铁路的交汇点，沪昆高铁设有鹰潭北站。
- 公路： 206国道、 320国道、 沪昆高速。

## 全国重点文物保护单位
- 仙水岩崖墓群
- 角山板栗山遗址
- 龙虎山古建筑群

## 风景名胜
- 龙虎山
- 中国历史文化名镇：龙虎山风景区上清镇、贵溪市塘湾镇、
- 中国历史文化名村：贵溪市耳口乡曾家村、